# 삼향동초등학교
삼향동초등학교는 대한민국 전라남도 무안군 삼향읍 맥포리에 있는 초등학교다.

## 학교 연혁
- 1939. 05. 27 삼향공립심상소학교 용포간이학교 개교(설립인가 5월 11일)
- 1943. 04. 01 삼향동공립국민학교로 개칭
- 1948. 08. 01 현 위치로 이전
- 1981. 03. 01 병설유치원 개원
- 1996. 03. 01 삼향동초등학교로 개칭
- 2015. 02. 13 제67회 졸업식(졸업생 총수 4,835명)
- 2015. 03. 01 제28대 나영란 교장 부임